# Megalotomus
Megalotomus is een geslacht van wantsen uit de familie van de Alydidae (Kromsprietwantsen). Het geslacht werd voor het eerst wetenschappelijk beschreven door Franz Xaver Fieber in 1860.

## Soorten
Het genus bevat de volgende soorten:

- Megalotomus acutulus Liu & Liu, 1998
- Megalotomus castaneus Reuter, 1888
- Megalotomus costalis Stål, 1873
- Megalotomus junceus (Scopoli, 1763)
- Megalotomus obtusus Ghauri, 1972
- Megalotomus ornaticeps (Stål, 1858)
- Megalotomus quinquespinosus (Say, 1825)
- Megalotomus rufipes (Westwood, 1842)
- Megalotomus zaitzevi Kerzhner, 1972